# Gornja Pološnica
Gornja Pološnica (cyr. Горња Полошница) – wieś w Serbii, w okręgu zlatiborskim, w gminie Kosjerić. W 2011 roku liczyła 61 mieszkańców.